# Иксшоу, Эдвард Уильям
Эдуард Уильям Иксшоу (англ. Edward William Exshaw; 15 февраля 1866, Аркашон — 16 марта 1927, Валенсия) — британский яхтсмен, двукратный чемпион летних Олимпийских игр 1900.
На Играх в составе смешанной команды вместе с двумя французскими яхтсменами Фредериком Бланши и Жаком Ле Лявассье на яхте Olle участвовал в двух гонках для яхт водоизмещением от 2 до 3 тонн, которые состоялись 22 и 25 мая 1900 года. В обоих гонках смешанный экипаж занял первое место. Кроме того, этот же экипаж 20 мая 1900 года участвовал в гонках открытого класса, но не смог финишировать.